# Publicitário
O publicitário é contratado para comunicar a imagem de seus clientes, através de estratégias elaboradas sobre técnicas e pesquisas. Deve atuar dentro dos limites propostos pelo contratante, o que inclui verba disponível e objetivos desejados. 
Ao profissional de publicidade cabem duas linhas de raciocínio: a técnica e a cultural, que juntas atingem os objetivos delimitados. Assim a publicidade alcança o público-alvo através desta união: arte + informação.
Um bom publicitário sabe persuadir, convencer o consumidor de forma inovadora, a adquirir o que está sendo sugerido e a pensar como o público-alvo para traçar o planejamento de campanha de forma apropriada e estruturada. Está sempre antenado aos acontecimentos do mundo e não é preconceituoso, pois para esta profissão é preciso conhecer de tudo e todos: pessoas de todos os lugares e classes sociais e informações de relevância variada. 

## Atuação
Para que a atividade seja bem realizada em sua totalidade é preciso que o trabalho seja feito em conjunto, afinal, dentro do setor de publicidade existem várias áreas de atuação. Como foi dito anteriormente, uma mente cheia de criatividade é pouco aproveitada se junto a ela não existirem conceitos e embasamento teórico.
Atendimento
Inicia-se o trabalho com as funções deste setor, que é a "ponte" entre o cliente e a agência. É este profissional que realiza a comunicação entre ambos. Também é o responsável por fiscalizar o andamento do trabalho e verificar se está de acordo com os desejos do cliente. É ele quem faz o briefing do contratante. Sua função é "definida como um ponto chave na tomada de decisões (tanto internamente quanto para o cliente) e se tornando parte do processo de liderança da organização."
Tráfego
Trabalha com o setor de atendimento, pois cuida da organização da campanha, verificando prazos de entrega e andamento dos trabalhos. É envolvido com todos os setores de produção.
Planejamento
Organiza e define as atividades a serem realizadas para este cliente ao longo do tempo de contratação com base na verba disponibilizada. O briefing é o principal instrumento de trabalho, pois nele estão inseridas informações detalhadas sobre o funcionamento da empresa, bem como esta se encontra no momento em que o planejamento é feito e quais as intenções do cliente com a campanha.
Pesquisa
Os integrantes desta equipe devem verificar como está o mercado para determinado segmento, avaliar concorrentes e oportunidades. Também deve averiguar os gostos do público-alvo definido e adicionar à pesquisa informações consideradas relevantes.
Promoção
A este profissional cabe a tarefa de definir a promoção mais adequada à campanha.  O trabalho é minucioso e sua execução é de curta duração, por isso deve ser muito bem elaborado para que não ocorram falhas durante seu cumprimento.
Assessor de comunicação
Permite o relacionamento entre a empresa e o público através de estratégias definidas conforme os objetivos do cliente.
Diretor de criação
Coordena todo o processo de criação junto ao redator e diretor de arte. É quem autoriza as sugestões destes setores e direciona as campanhas para que estejam condizentes com o briefing.
Diretor de arte
Profissional de criação especializado em desenvolver a parte visual e gráfica das peças publicitárias, projeção e execução de comerciais, incluindo cenografia, figurinos, objetos de cena.
Produção gráfica
O produtor gráfico é quem materializa, define a melhor forma de produção e realiza o orçamento das peças criadas para a campanha. Seu trabalho se inicia após definições do diretor de criação. 
Redator
O redator cria slogans, textos, títulos, ou seja, toda a parte textual da campanha é de responsabilidade deste profissional. Para a redação não bastam boas ideias, é preciso conhecer o que antecede a criação de um texto, como formas de persuasão, por exemplo.
Fotógrafo
O fotógrafo de publicidades é especialista em técnicas que tornam a concepção do produto mais atrativa dentro de seus objetivos. Na pós produção o fotógrafo pode utilizar de recursos gráficos para a finalização do trabalho, quando necessário.
Mídia
Através de pesquisa sobre o público-alvo, o responsável pelo setor de mídia define quais serão os veículos utilizados, horários adequados e frequência de veiculação do material a ser divulgado. Tudo de acordo com a verba disponibilizada pelo cliente. 
New media
Voltado a um público de características específicas, onde mídias convencionais não são consideradas atrativas. Trabalha-se com a internet, principalmente, e mídias que são criadas a partir de necessidades.
RTVC
Cuida da produção de peças publicitárias para mídias audiovisuais, como rádio, cinema e televisão. Este profissional atua na produção, gravação e edição.